# Ma Wenge
Ma Wenge (Tianjin, 27 de Março de 1968) é um mesa-tenista chinês e medalhista de bronze dos Jogos Olímpicos de Atlanta.